# Йежи Банчеровски
Йѐжи Тадѐуш Банчеро̀вски (на полски: Jerzy Tadeusz Bańczerowski) е полски езиковед, професор в университет „Адам Мицкевич“, специалист по общо езикознание и уралски езици. Носител на Командорски кръст на Ордена на Възраждане на Полша.

## Научни трудове
- A gyengülés-erősödés folyamata a finn nyelvben (1964)
- Alternacja konsonatyczna we wschodnio-lapońskim: próby analizy fonetyczno-strukturalnej (1967)
- Konsonantenalternation im Ostlappischen unter dem Aspekt der Verstärkung-Lenierung: Versuch einer strukturell-phonetischen Analyse (1969)
- Systems of semantics and syntax: a determinational theory of language (1980)
- A Determinational Theory of Language (1980)
- Wstępu do językoznawstwa (1982) – в съавторство с Йежи Погоновски и Тадеуш Згулка
- The Application of microcomputers in the humanities (1991)
- Towards a grammar of flection (1999)
- My Ainu adventure: (a handful of reflections of an inside outsider) (2004)